# 銀河の神話
「銀河の神話」（ぎんがのしんわ）は、1985年2月1日にリリースされた田原俊彦の21作目のシングル。

## 音楽性
表題曲としては唯一、松任谷由実が作曲を担当した。

## テレビ番組での披露
音楽番組では、この曲から、専用の長尺スティックマイクで歌うようになる。

## 収録曲
| #  | タイトル                 | 作詞       | 作曲     | 編曲       |
| -- | ------------------------ | ---------- | -------- | ---------- |
| 1. | 「銀河の神話」           | 吉田美奈子 | 呉田軽穂 | 松任谷正隆 |
| 2. | 「ミスティー・マインド」 | 来生えつこ | 網倉一也 | 佐久間正英 |